# Андроконії
Андроконії (лат. Androconia) —  групи спеціалізованих лусочок на тілі  метеликів, які служать для випаровування пахучого секрету гіподермальних залоз у самців, що приваблює самок.

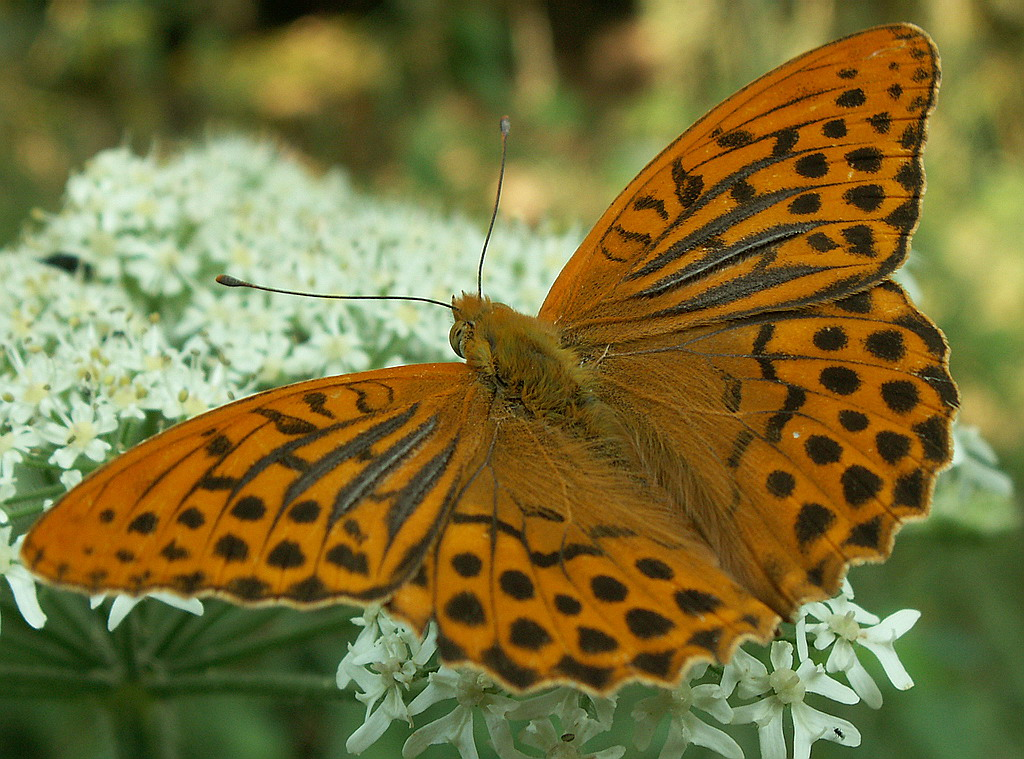
Дві чорні потовщені жилки на передніх крилах самця великої перламутровки є андроконіальними утвореннями.

У метеликів, що мають андроконії, вони зазвичай зосереджені на певних ділянках тіла. У денних метеликів андроконіальні лусочки найчастіше локалізуються на верхній стороні передніх крил (у  данаїд — на задніх крилах), розташовуючись між покривними лусочками або утворюючи різних розмірів і форми андроконіальні поля, що виділяються на тлі крила своїм кольором і фактурою (оксамитові, атласні).
У  білявок андроконії розташовані майже по всій поверхні крил. У інших видів вони зосереджені на певних ділянках тіла, і часто утворюють на крилах особливі оксамитові плями або смужки.
У деяких  товстоголовок (Hesperiidae) на передньому крилі розвинений так званий костальний заворот — загорнута на верхню сторону лопать перетинки крила, під якою розташовується кисть подовжених андроконій. Крім крил, андроконіальні структури у денних метеликів можуть розташовуватися на черевці (характерні вивернуті кисті данаїд, а також на гомілках задніх ніг (тибіальна кисть деяких Hesperiidae). Часто вони утворюють на крилах особливі оксамитові плями або смужки. Особливо добре такі поля у вигляді косого мазка у вигляді коми на передніх крилах помітні у самців  товстоголовки-коми (Augiades comma). У деяких видів толстоголовок (Hesperiidae) пахучі лусочки знаходяться пучечком на гомілках задніх ніжок або в складках на передньому краї першої пари крил.
Самці різних видів метеликів, завдяки андроконіям, можуть пахнути різними ароматами, що сприймаються людиною. Наприклад, самець  брюквенниці пахне лимонним маслом, самець  ріпниці — слабким запахом  резеди, самець капусниці — слабким запахом  герані, самки і самці  тутового шовкопряда пахнуть мускус ом.
Ці запахи зумовлені присутністю на крилах особливих лусочок, з'єднаних з пахучими залозами.
Ознаки андроконіального апарата — форма і розміри андроконіальних лусочок, локалізація і характер андроконіальних полів, а в деяких випадках і аромат, що сприймається людиною, — в окремих групах метеликів мають важливе значення при диференціальному визначенні видів і родів.